# Дедюхино (Рязанская область)
Дедюхино — деревня в Екимовском сельском поселении Рязанского района Рязанской области России.

## Расположение
Расположено на реке Манюшка, притоке реки Павловка, в 16 км на юго-запад от Рязани.

## Население
| 2010 |
| ---- |
| 33   |

## Транспорт
Деревня связана с областным центром регулярным автобусным сообщением по маршруту Рязань — Екимовка.